# Жак Леруа де Сен-Арно
Арман-Жак Леруа де Сен-Арно (фр. Armand-Jacques Leroy de Saint-Arnaud; 20 серпня 1798 — 29 вересня 1854) — французький солдат і маршал. Служив військовим міністром Франції до Кримської війни. Згодом — головнокомандувач армії Сходу.

## Біографія
Народився в Парижі, він пішов до армії в 1817, але після десяти років служби в гарнізоні мав лише найнижчий ранг. Потім він пішов у відставку, провів повне пригод життя в кількох країнах і повернувся до армії у віці тридцяти років у чині старшого лейтенанта. Брав участь у придушенні Vendée émeute (1832), і деякий час служив у штабу генерала (маршала) Бюжо. Однак його борги та скандали в приватному житті змусили його відправитися до Алжиру в чині капітана французького Іноземного легіону. Там він неодноразово відзначився, а через дванадцять років піднявся до чину maréchal de camp (генерал-майор).
Наслідуючи приклад маршала Емабля Пелісьє, Сен-Арно задушив 500 арабських співплемінників (8 серпня 1845) у печері між Тенесом і Мостаганемом, у районі Сбеах. Через три дні він написав: «Я закрив герметично усі виходи і зробив величезний цвинтар. Земля назавжди покриє трупи цих фанатиків. Ніхто не спускався до печер; ніхто, крім мене, не знає, що тут є 500 розбійників, які більше не буде різати горло французам. Конфіденційна доповідь розповідала про маршала все просто, без страшної поезії і без образів. Брате, ніхто не такий добрий за смаком і за своєю природою, як я. З 8 по 12 число я був хворий, але совість мене ні в чому не докоряє, я виконав свій обов’язок» . Французька преса сприйняла ці масові вбивства з абсолютним жахом, як розповідає стаття в The Times.
Він також спалив 200 сіл у 1846, включно з багатими орними полями. «Я залишив по собі величезну пожежу. Усі села, приблизно 200, були спалені, усі сади знищені, усі оливкові дерева вирубані».
У 1848 Сен-Арно командував бригадою під час революції в Парижі. Після повернення до Африки, можливо, тому, що Луї Наполеон вважав його відповідним військовим керівником потенційного державного перевороту, відбулася експедиція до Малої Кабілії на півночі Алжиру, у якій Сент-Арно продемонстрував свою доблесть як головнокомандувач і надав своєму начальству привід повернути його додому як генерала дивізії (липень 1851).

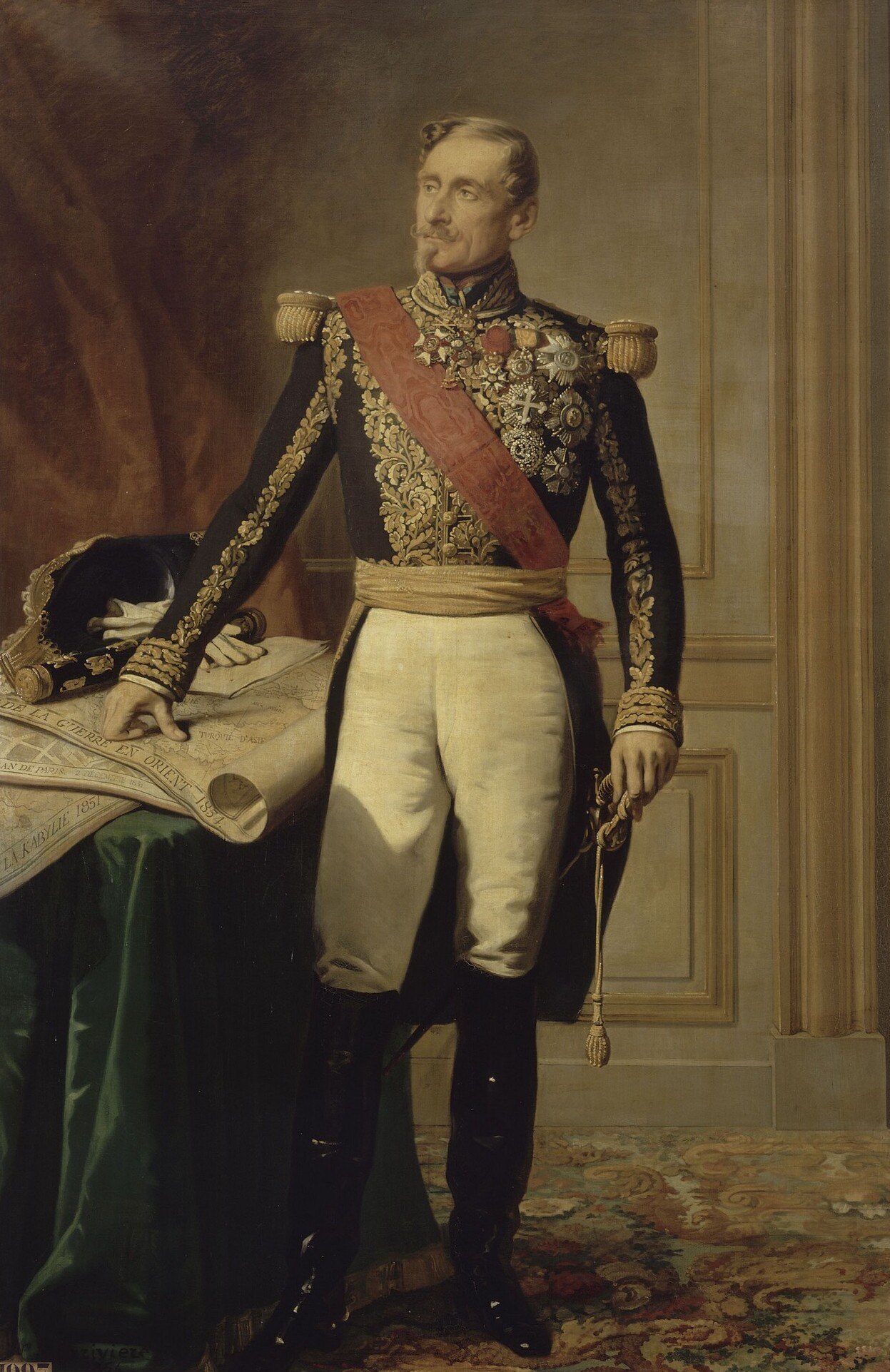
Маршал (Maréchal) Леруа де Сен-Арно, картина, прибл. 1854

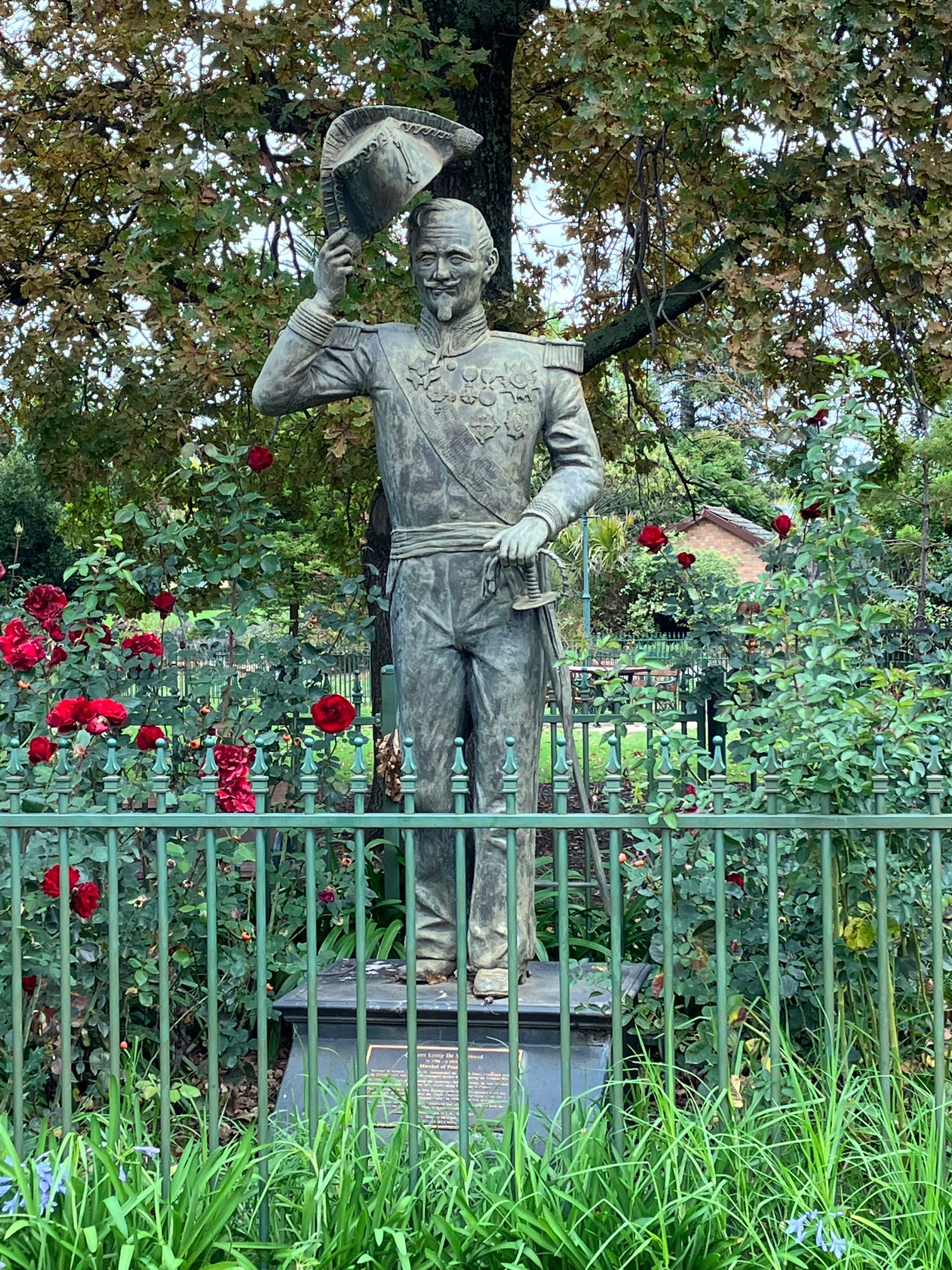
Статуя Сен-Арно в австралійському містечку

Він змінив маршала Маньяна на посаді військового міністра та керував військовими операціями державного перевороту 2 грудня 1851, який поставив Луї Наполеона на трон як імператора Наполеона III. Через рік він став маршалом Франції та сенатором, залишаючись на чолі військового відомства до 1854, коли він вирішив командувати французькими військами у Кримській війні разом зі своїм британським колегою лордом Регланом. Хворий на рак шлунка, він помер на борту корабля трохи більше ніж через тиждень після того, як командував військами в битві на Альмі 20 вересня 1854. Його тіло було повернуто до Франції, і воно поховано в Будинку Інвалідів.
Після його смерті Сен-Арно був визнаний військовим героєм як французької держави, так і армії. Однак у довгій поемі Віктора Гюго "Saint Arnaud", його описують як кримінального «шакала», який організував криваві масові вбивства, що відбулися після державного перевороту Луї-Наполеона. Алджернон Чарлз Свінберн пізніше описав поему Сен-Арно як приклад «поетичного генія» Гюго. Свінберн сказав: «Тоді... з’явилася велика й жахлива поема про життя та смерть маршала-злочинця, який виголосив різанину на вулицях Парижа».

## Пам'ять
- Його ім'ям в австралійській провінції Вікторія названо місто Сент-Арно[en]. Багато його топоніми, вулиці, сквери, названі на згадку про події Кримської війни.

## Нагороди
- Друга французька імперія: Жезл Maréchal de France
- Друга французька імперія: Великий хрест Ордену Почесного легіону
- Друга французька імперія: Médaille militaire
- Сардинське королівство:  Великий хрест Ордену Святих Маврикія та Лазаря
- Королівство Обох Сицилій: Великий хрест Ордену Святого Георгія Возз'єднання[en]
- Папська держава: Великий хрест Ордену Пія IX
- Папська держава: Великий хрест Ордену святого Григорія Великого
- Бельгія: Командор Ордену Леопольда
- Османська імперія: Перша ступінь Ордену Меджида
- Туніс: Перша ступінь Ордену Слави